# Septumdeviation

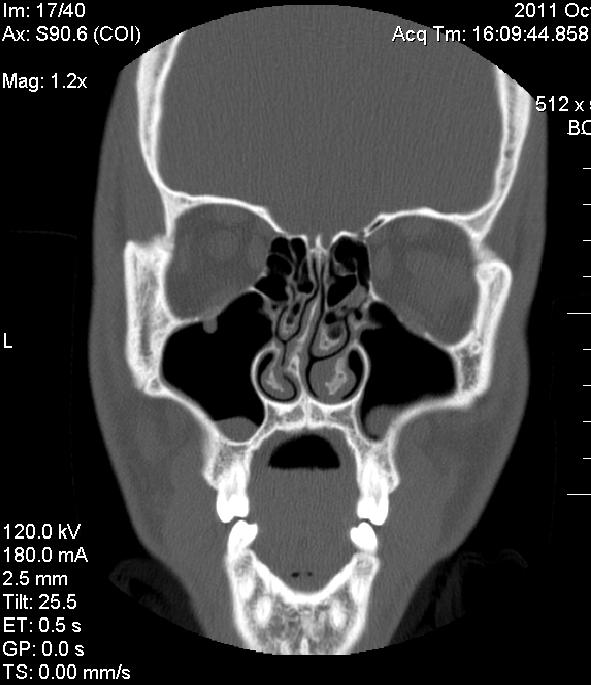
Ausgeprägte Septumdeviation, CT-Scan, in einer coronalen oder frontalen Schichtung

Eine Septumdeviation (auch Nasenscheidewandverkrümmung) ist eine Verformung bzw. seitliche Verlagerung der Nasenscheidewand (Septum nasi), die meistens angeboren ist, aber auch durch eine Verletzung (Trauma) bedingt sein kann.
Laut der American Academy of Otolaryngology—Head and Neck Surgery haben 80 Prozent der Menschen eine seitlich geringfügig von der Medianebene verlagerte Nasenscheidewand, das Auftreten kann daher als physiologisch betrachtet werden. Diese leichte Form der Septumdeviation ist meistens symptomlos.

## Symptome

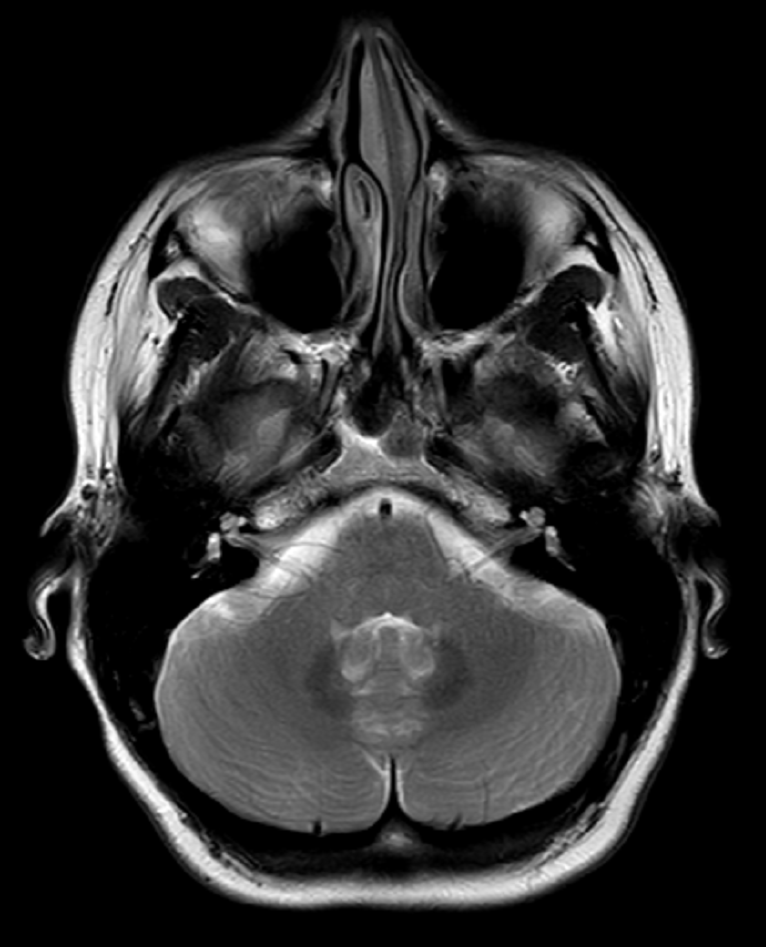
Transversales Schnittbild, oben im Bild sichtbar: Septumdeviation (im Bild nach links geneigt) (MRT-Aufnahme)

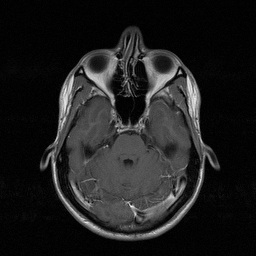
Septumdeviation (MRT-Aufnahme)

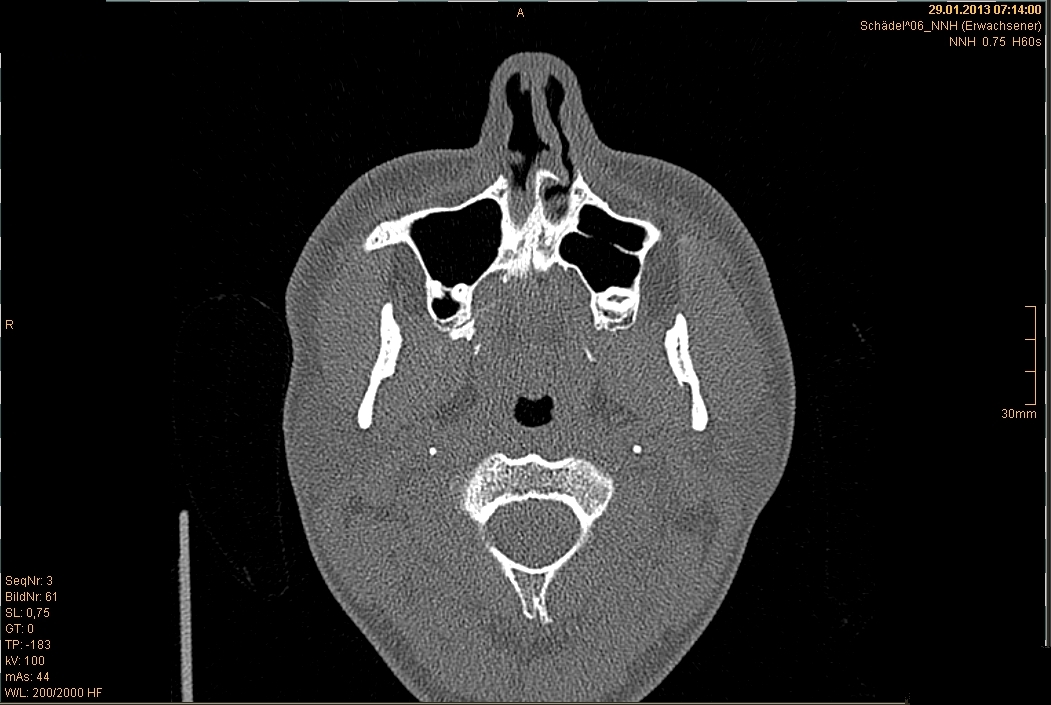
CT-Aufnahme, Septumdeviation

Eine hochgradige Nasenseptumdeviation ist fast regelmäßig mit einer Hyperplasie der Nasenmuscheln verbunden und führt zu einer (meistens einseitigen) Behinderung der Nasenatmung. Hierbei ist zu beachten, dass die natürliche Nasenmuschelgröße abhängig ist von dem ihnen zur Verfügung stehenden Nasenhaupthöhlenraum. Je nach Nasenmuschelgröße kann es dadurch vermehrt zu Atemnot (Dyspnoe) und chronischen Infektionen wie Nasennebenhöhlenentzündungen (Sinusitis), Rachenentzündungen (Pharyngitis) oder Entzündungen der Gaumenmandeln (Tonsillitis) kommen.
In der weniger belüfteten, engen und warmen Nase sammeln sich automatisch mehr Keime an. Es handelt sich dabei meist um Viren und Bakterien.
Die Nasenschleimhaut reagiert darauf mit einer vermehrten Schleimproduktion. Es kommt zu einem Schnupfen (Rhinitis) bzw. einer Erkältung. In diesem feuchten Milieu wuchern die Bakterien und treiben die Schleimproduktion der Nasenschleimhaut immer mehr an, wodurch insgesamt auch Schluckbeschwerden auftreten können.
Des Weiteren werden häufig auftretende Mittelohrentzündungen und auch äußere Gehörgangsentzündungen mittelbar durch eine Nasenatmungsbehinderung verursacht. Denn behindert die Nasenanatomie eine freie Nasenatmung, wird durch jeden Schluckakt – insbesondere nachts im Schlaf – ein Unterdruck über die Eustachische Röhre in den Mittelohren erzeugt, was häufig vom Patienten als Juckreiz oder Fremdkörpergefühl empfunden wird und oft Gehörgangsmanipulationen auslöst, mit denen die Patienten Gehörgangsentzündungen den Weg bereiten. Verhindert die Nasenscheidewandverkrümmung außerdem eine ausreichende Belüftung der Riechspalte, sind Riechstörungen möglich. Auch können Nasenbluten (Epistaxis) bei ausgeprägter Spornbildung der Nasenscheidewand mit Kontakt zu den Nasenmuscheln und seltener Kopfschmerzen auftreten. Das Schlafen wird durch Schlafstörungen und Schnarchen wegen der behinderten bzw. erschwerten Nasenatmung gestört.
Typischerweise schlafen die betroffenen Patienten am liebsten auf der Körperseite ein, auf der ihre Nasenseptumdeviation liegt. Auch ein Schlaf-Apnoe-Syndrom kann begünstigt werden.
Somit kann die Lebensqualität massiv durch eine hochgradige Septumdeviation eingeschränkt werden. Mittels einer Operation kann meist eine starke Verbesserung erzielt werden (siehe unten Therapie). Die Kosten für eine Nasenkorrektur werden von der Krankenkasse übernommen, da es sich hierbei um einen medizinisch notwendigen Eingriff und keine Schönheitsoperation handelt.

## Diagnose
Die Diagnose einer Septumdeviation wird mittels äußerer Inspektion der Nase, vorderer Rhinoskopie, Endoskopie oder Computertomografie (CT) gestellt. Wie stark eine Septumdeviation die Nasenatmung behindert, kann mithilfe einer Rhinomanometrie gemessen werden. Außerdem sollte eine Riechprüfung durchgeführt werden.

## Therapie
Beim Auftreten der beschriebenen Symptome kann eine chirurgische Korrektur (Septumplastik oder Septumresektion) mit Begradigung der Nasenscheidewand und einer Muschelkorrektur sinnvoll sein. Je nach Ausprägung ist eine ambulante Behandlung möglich. Ist an der Verschiebung jedoch Knochengewebe beteiligt, so kann eine stationäre Behandlung erforderlich sein.